# Pablo Garnica y Echevarría
Pablo Garnica y Echevarría (Madrid, 28 de desembre de 1876 - Madrid, 12 de desembre de 1959) fou un advocat i polític espanyol, va ser ministre de Gràcia i Justícia i de Proveïments durant el regnat d'Alfons XIII. Sempre vinculat a Cantàbria, va ser membre del Partit Liberal i va obtenir acta de diputat per Santander a totes les eleccions celebrades entre 1901 i 1923. El 1943 va passar a ser procurador a Corts per designació del cap de l'Estat.
En l'elecció parcial celebrada el 9 de març de 1902 és triat diputat per la circumscripció de Santander, districte de Cabuérniga, obtenint 6.933 vots (tots els emesos) substituint José de Garnica y Díaz.
Va repetir a les eleccions de 30 d'abril de 1903, obtenint 6.702 vots dels 6.808 emesos. Resulta escollit durant vuit eleccions més per aquesta circumscripció fins a les de 29 de març de 1923, abandonant el seu càrrec el 15 de setembre del mateix any.
Va ser ministre de Proveïments entre el 9 de novembre i el 5 de desembre de 1918 en un gabinet presidit per Manuel García Prieto. Va ser també ministre de Gràcia i Justícia entre el 12 de desembre de 1919 i el 5 de desembre de 1920 sota la presidència de Manuel Allendesalazar.
Va ser Procurador en Corts, designat pel cap de l'Estat, durant la I Legislatura, constituïdes el 16 de març de 1943.
Va ser un dels disset procuradors que juntament amb altres deu personalitats signen el Manifest dels Vint-i-set, promogut pel també procurador Joan Ventosa i Calvell amb l'esperança d'una restauració monàrquica en la persona de Joan de Borbó i Battenberg i la reconstrucció del seu vell partit la Lliga Catalana.